# المملكة المتحدة لبريطانيا العظمى وأيرلندا
كانت المملكة المتحدة لبريطانيا العظمى وأيرلندا دولة ذات سيادة، تأسست بناء على قوانين الاتحاد عام 1800، والتي دُمجت بموجبها مملكتي بريطانيا العظمى وأيرلندا.
موّلت المملكة المتحدة التحالف الأوروبي الذي هزم فرنسا خلال فترة الحروب النابليونية، وطوّرت أسطول البحرية الملكية تطويرًا كبيرًا، ما جعل الإمبراطورية البريطانية تتصدر قائمة القوى العظمى خلال قرنٍ كامل. أدت المجاعة الأيرلندية الكبرى، والتي تفاقمت جرّاء تراخي الحكومة وإهمالها في منتصف القرن التاسع عشر، إلى انهيار اجتماعي في معظم أيرلندا، وتعاظم المطالبات بإصلاح الأراضي الأيرلندية.
كان القرن التاسع عشر عصر التحديث الاقتصادي السريع ونمو الصناعة والتجارة والمال، وساهمت تلك الأسباب في فرض بريطانيا سيطرة واسعة على الاقتصاد العالمي. تزايدت الهجرة الخارجية زيادة كبيرة إلى مستعمرات ما وراء البحار البريطانية والولايات المتحدة. توسعت الإمبراطورية في معظم أجزاء أفريقيا وأغلب جنوب آسيا. حكم المكتب الاستعماري ومكتب الهند بواسطة عددٍ صغير من الإداريين، والذين نظموا بدورهم وحدات الإمبراطورية على الصعيد المحلي، بينما كانت المؤسسات الديموقراطية في أولى مراحل تطورها. كانت الهند البريطانية أهم مستعمرة لبريطانيا، وشهدت تمردًا قصير الأمد عام 1857. لم تسعَ لندن لتشكيل تحالفات سياسية دائمة حتى أوائل القرن العشرين، حينها بدأت تتعاون مع اليابان وفرنسا وروسيا، وتقرّبت من الولايات المتحدة.

## 1801 حتى 1820

### اتحاد بريطانيا العظمى وأيرلندا
انتهت الفترة القصيرة التي نالت فيها أيرلندا استقلالها المحدود عقب الثورة الأيرلندية عام 1798، والتي وقعت أثناء حروب بريطانيا مع فرنسا الثورية. خشيت الحكومة البريطانية من انحياز أيرلندا المستقلة للجانب الفرنسي، ما أدى إلى إقرار الاتحاد بين الدولتين. حصل ذلك وفقًا لتشريع في كلتا المملكتين، وسرى مفعوله في الأول من يناير عام 1801. ادعى البريطانيون أنهم سيعوضون أيرلندا عن الاستقلال بالانعتاق الكاثوليكي، أي عن طريق إلغاء القيود المدنية المفروضة على الروم الكاثوليك في المملكتين، بريطانيا وأيرلندا. لكن الملك جورج الثالث عارض بشدة أي تحرر كاثوليكي، وأحبط مساعي الحكومة في تنفيذ شيء كهذا.

### الحروب النابليونية
خلال حرب التحالف الثاني (1799–1801)، احتلت بريطانيا معظم مستعمرات ما وراء البحار التابعة لفرنسا وهولندا، فكانت هولندا دولة تابعة لفرنسا في عام 1796، لكن الأمراض الاستوائية حصدت أرواح أكثر من 40 ألف جندي. أنهت معاهدة أميان الحرب، فوافقت بريطانيا على إعادة معظم الأراضي التي استولت عليها. لم تكن معاهدة السلام في الحقيقية سوى هدنة مؤقتة، وظلّ نابليون يحرّض بريطانيا ويحاول تطبيق حظر تجاري عليها عن طريق احتلال مدينة هانوفر، عاصمة المجمع الانتخابي في الإمبراطورية الرومانية المقدسة، ويربط تلك الدوقية الألمانية اتحاد شخصي مع المملكة المتحدة. في مايو من عام 1803، أُعلنت الحرب مجددًا، وفشلت خطة نابليون المتمثلة بغزو بريطانيا العظمى، والسبب الرئيس وراء الفشل هو ضعف البحرية الفرنسية. في عام 1805، ألحق أسطول البحرية الملكية بقيادة نيلسون هزيمة ساحقة بحق الفرنسيين والإسبانيين في معركة ترافلغار، وكانت تلك المعركة آخر مواجهة بحرية مهمة في الحروب النابليونية.
في عام 1806، أصدر نابليون سلسلة من مراسيم برلين (بعدما احتل نابليون مدينة برلين البروسية)، والتي أدت لخلق ما يُعرف بالنظام القاري. هدفت تلك المراسيم إلى وضع حد للتهديد البريطاني عن طريق إغلاق الأراضي الأوروبية الخاضعة لحكم فرنسا ومنع التجارة مع البريطانيين. ظل الجيش البريطاني يشكل تهديدًا صغيرًا لفرنسا، فكان تعداد الجيش البريطاني نحو 220 ألف رجل في ذروة الحروب النابليونية، بينما تجاوز تعداد الجيوش الفرنسية المليون رجل، بالإضافة إلى جيوش عدد من الحلفاء، ومئات آلاف الرجال من الحرس الوطني، والذي بإمكان نابليون استدعاءهم عند الحاجة. استطاعت البحرية الملكية البريطانية تعطيل تجارة فرنسا القارية، عن طريق مصادرة السفن الفرنسية وتهديدها، والاستحواذ على المستعمرات الفرنسية. لكن بريطانيا لم تتمكن من تعطيل تجارة فرنسا مع الاقتصادات القارية الكبرى، ولم تشكل تهديدًا يُذكر على الأراضي الفرنسية في أوروبا. تجاوز عدد سكان فرنسا وإنتاجها الزراعي نظيرهما في بريطانيا بفارق كبير، لكن فرنسا كانت أضعف من ناحية الصناعة والأموال والتجارة والقوة البحريتين.
اعتقد نابليون أن منع بريطانيا من التجارة مع الداخل الأوروبي سينهي هيمنتها الاقتصادية. لكن في المقابل، امتلكت بريطانيا أعظم إنتاج صناعي في العالم، وإلى جانب هيمنتها على البحار، استطاعت بناء قوة اقتصادية معتبرة عن طريق التجارة مع المستعمرات والولايات المتحدة. أتاحت الانتفاضة الإسبانية عام 1808 الفرصة لبريطانيا كي تكسب موطئ قدم ضمن القارة الأوروبية. أجلى دوق ويلنغتون، بشكل تدريجي، الفرنسيين عن إسبانيا، وفي أوائل العام 1814، بينما كان نابليون يتراجع على الجبهة الشرقية جراء تقدم البروسيين والنمساويين والروس، غزا ويلنغتون جنوب فرنسا. بدا أن السلام قد عاد عندما استسلم نابليون ونُفي إلى جزيرة إلبا، لكن الأخير ظهر مجددًا وفجأة عام 1815. اتحد الحلفاء واستطاع جيشا ويلينغتون وبلوشر هزيمة نابليون مرة أخرى وإلى الأبد في معركة واترلو.

### حرب عام 1812 مع الولايات المتحدة
مارست بريطانيا ضغطًا شديدًا على الأمريكيين من أجل هزيمة فرنسا، فاستولت على السفن التجارية التي تشتبه بالتجارة مع فرنسا، وضغطت أيضًا على البحارة المولودين في بريطانيا، بصرف النظر عن حملهم الجنسية الأمريكية. سلّح عملاء بريطانيا القبائل الهندية في كندا والتي كانت تغير على المستوطنات الأمريكية على الحدود. شعر الأمريكيون بالإهانة، وطالبوا بالحرب كي يستعيدوا شرفهم، بالرغم من عدم جاهزية القوات الأمريكية على الإطلاق. كانت حرب 1812 حربًا جانبية بالنسبة لبريطانيا، فكان أداء الأمريكان ضعيفًا جدًا، ولم ينجحوا في مهاجمة كندا. في عام 1813، استولى الأمريكيون على بحيرة إري وغرب أونتاريو، وطردوا معظم القبائل الهندية خارج الحرب. وعندما هُزم نابليون واستسلم للمرة الأولى عام 1814، أرسلت بريطانيا ثلاث قوات منفصلة للهجوم على الولايات المتحدة في ريف نيويورك «أبستيت نيويورك»، وعلى طول ساحل ماريلاند، أحرق البريطانيون واشنطن لكنهم طُردوا من بالتيمور، ووصولًا إلى نهر المسيسيبي، والهزيمة النكراء في معركة نيو أورلينز. توالى فشل بريطانيا العسكري وقُتل الجنرالات أو هُزموا، فشكلت الحرب مأزقًا لا جدوى منه. انتهت الحرب بمفاوضات السلام في نهاية عام 1814، فعادت الحدود كما كانت قبل الحرب. احتفلت كندا البريطانية بتخلصها من الحكم الأمريكي، واحتفلت أمريكا بنصرها في حرب الاستقلال الثانية، واحتفل البريطانيون بهزيمة نابليون. فمهدّت معاهدة السلام تلك إلى عصر من السلام والحدود المفتوحة بين البلدين.

### انطباعات ما بعد الحرب: 1815–1822
برزت بريطانيا من الحروب النابليونية بشكل مختلف تمامًا عما كانت عليه عام 1793. فتطوّرت الصناعة وتغيّر المجتمع وأصبح أكثر حضرية. شهدت فترة ما بعد الحرب تدهورًا اقتصاديًا، فسببت مواسم الحصاد الضعيفة والتضخم اضطرابات اجتماعية واسعة الانتشار. كانت القيادة البريطانية محافظة بشدة، وتراقب عن كثب أي دليل يشير إلى وجود نشاط ثوري مشابه لما حصل في فرنسا. لم يعثر التاريخيون على الكثير من تلك الثورات، وذكروا أن الحركات الاجتماعية، مثل الميثودية، دعمت بقوة الوضع السياسي والاجتماعي الراهن.
كانت أبرز التغيرات الدستورية إصلاح البرلمان، والانخفاض الحاد لسلطة ومكانة الملكية. طلب الوصي على العرش، عندما أصبح الملك جورج الخامس عام 1820، من البرلمان تطليق زوجته الملكة كارولاين من برونزويك كي يتزوج عشيقته. مال الرأي العام والنخبة لصالح الملكة، وسخفوا جدًا من الملك. ساهم هذا الإخفاق والفشل في تشويه مكانة الملكية، واسترجعت جزءًا صغيرًا من السلطة التي منحها الملك جورج الثالث للملكية قبل أن تسوء صحته العقلية.

## أوائل القرن العشرين
رؤساء الوزراء من 1900 إلى 1923 هم: مركيز سالزبوري، وآرثر بلفور، وهنري كامبل بانرمان، وإتش إتش أسكويث، وديفيد لويد جورج، وبونار لو.

### العصر الإدواردي: 1901-1914
توفيت الملكة فيكتوريا في عام 1901، وأصبح ابنها إدوارد السابع ملكًا، وبدأ العصر الإدواردي، الذي تميز بعروض كبيرة ومتباهية للثروة على عكس العصر الفيكتوري الكئيب. مع بدايات القرن العشرين، دخلت أمور مثل الصور المتحركة والسيارات والطائرات حيز الاستخدام. تميز القرن الجديد بشعور كبير بالتفاؤل. استمرت الإصلاحات الاجتماعية التي بدأت بالقرن السابق حتى القرن العشرين مع تشكيل حزب العمال في عام 1900. توفي إدوارد في عام 1910، وخلفه جورج الخامس، الذي حكم خلال 1910-1936. كان جورج الخامس، الذي لم يُعرَف عنه أي فضائح واشتُهر بالعمل الجاد والشعبية، هو العاهل البريطاني الذي أسس مع الملكة ماري النمط الحديث للسلوك النموذجي للملكية البريطانية، على أساس قيم وفضائل الطبقة الوسطى. فهم أمور الإمبراطورية الخارجية بشكل أفضل من كل رؤساء وزرائه، واستخدم ذاكرته الاستثنائية للأرقام والتفاصيل، سواء كانت تتعلق بالزي الرسمي أو السياسة أو العلاقات، لتحقيق تأثير جيد في التواصل مع رعاياه.
كانت الحقبة مزدهرة لكن الأزمات السياسية كانت تتصاعد خارج نطاق السيطرة. حدثت أزمات متعددة في وقت واحد في 1910-1914 مع عدم الاستقرار الاجتماعي والسياسي الخطير الذي نجم عن الأزمة الأيرلندية، والاضطرابات العمالية، وحركات حق المرأة في التصويت، والنضالات الحزبية والدستورية في البرلمان. وفي مرحلة ما اعتُقد أن الجيش قد يرفض أوامر التعامل مع أيرلندا. لم يظهر أي حل في الأفق، ولكن أدى اندلاع الحرب العظمى في عام 1914 بشكل غير متوقع إلى تعليق القضايا المحلية. كان نظام الأحزاب السياسية في العصر الإدواردي في حالة توازن دقيق عشية الحرب في عام 1914. كان الليبراليون في السلطة في تحالف تقدمي من حزب العمل والقوميين الأيرلنديين. كان التحالف ملتزمًا بالتجارة الحرة (على عكس التعريفات المرتفعة التي طلبها المحافظون)، والمفاوضة الجماعية الحرة للنقابات المهنية (التي عارضها المحافظون)، والسياسة الاجتماعية النشطة التي كانت تشكل دولة الرفاهية، والإصلاح الدستوري للحد من سلطة مجلس اللوردات. افتقر هذا التحالف إلى خطة طويلة الأجل.

### الحرب عظيمة
بعد بداية صعبة، حشدت بريطانيا بقيادة ديفيد لويد جورج قواها البشرية وصناعتها وأموالها وإمبراطوريتها ودبلوماسيتها، متحالفة مع الفرنسيين والأمريكيين، لهزيمة القوى المركزية. نما الاقتصاد بحوالي 14% من عام 1914 حتى عام 1918 على الرغم من غياب الكثير من الرجال عن الخدمات. وعلى النقيض من ذلك، انكمش الاقتصاد الألماني بنسبة 27%. شهدت الحرب العظمى انخفاضًا في الاستهلاك المدني، مع إعادة تخصيص كبير للذخائر. ارتفعت حصة الحكومة من الناتج المحلي الإجمالي من 8% في عام 1913 إلى 38% في عام 1918 (مقارنة بـ 50% في عام 1943). أجبرت الحرب بريطانيا على استخدام احتياطياتها المالية واقتراض مبالغ كبيرة من الولايات المتحدة.
دخلت بريطانيا الحرب لحماية بلجيكا من العدوان الألماني، وسرعان ما تولت دور محاربة الألمان على الجبهة الغربية، وتفكيك الإمبراطورية الألمانية فيما وراء البحار. تلاشت المفاهيم الرومانسية للحرب التي توقعها الجميع عندما انزلق القتال في فرنسا إلى حرب الخنادق. على طول الجبهة الغربية، شن البريطانيون والفرنسيون هجمات متكررة على خطوط الخنادق الألمانية في 1915-1917، مما أسفر عن مقتل وجرح مئات الآلاف، ولكن لم يحققوا سوى مكاسب محدودة. بحلول أوائل عام 1916، ومع تراجع عدد من المتطوعين، فرضت الحكومة التجنيد الإجباري في بريطانيا (لكنها لم تكن قادرة على ذلك في أيرلندا حيث عارضها القوميون من جميع الأطياف) من أجل الحفاظ على قوة الجيش. أُنتجت الذخائر بكميات كبيرة، وتولت العديد من النساء وظائف المصانع. أثبتت حكومة أسكويث عدم فعاليتها، ولكن عندما حل محله ديفيد لويد جورج في ديسمبر 1916، اكتسبت بريطانيا زعيمًا قويًا وناجحًا في زمن الحرب.